# Autobahnkreuz Leverkusen
Das Kreuz Leverkusen ist ein Autobahnkreuz das eine Eckverbindung des Kölner Autobahnrings bildet. Hier kreuzen sich die Autobahn 3 (Emmerich am Rhein – Frankfurt am Main – Passau) und die A 1 (Heiligenhafen – Dortmund – Saarbrücken). Es wurde in den Jahren 1934 bis 1936 ursprünglich als Verteilerkreis errichtet. Der Umbau zum Kleeblatt erfolgte um 1960.

## Geographie
Das Kreuz liegt auf dem Gebiet der Stadt Leverkusen. Es befindet sich rund zehn Kilometer nördlich von Köln und etwa 30 Kilometer südlich von Düsseldorf. Somit liegt es inmitten der Metropolregion Rhein-Ruhr. Es ist die nordöstliche Begrenzung des Kölner Autobahnrings. Folgt man der A 1 in Richtung Dortmund, so durchquert man über den Rheinisch-Bergischen Kreis und Remscheid das Bergische Land.

## Besonderheiten
Das Autobahnkreuz liegt in unmittelbarer Nähe des Chemieparks Leverkusen der Bayer AG und des Sportparks Leverkusen, mit der BayArena, dem Heimstadion von Bayer 04 Leverkusen, und der Ostermann-Arena.
Das Überschwemmungsgebiet der Dhünn (Wupper) mit einem Einzugsgebiet von knapp 200 km² mündet hinter der A1 in die Wupper. Mit dem Hochwasser im Juli 2021 war das Autobahnkreuz Leverkusen für mehrere Tage nicht in vollem Umfang gebrauchsfähig.

## Sanierung und Umbau
Am 18. Februar 2013 wurde die kurzfristig notwendige Sanierung und Verstärkung des Zentralbauwerks der A 3 über die A 1 bekannt, da die Belastung etwa 60–70 Prozent über der vertretbaren Dauerbelastung lag und immer noch liegt. Durch die Verstärkung der Brücke wurde die Standfestigkeit für die kommenden Jahre bis zum Ausbau der A 3 als achtstreifige Autobahn (nördlich bis zur AS Leverkusen-Opladen) gewährleistet, deren Vorplanung bereits im Gange ist.
Im Zusammenhang mit dem dringend erforderlichen Neubau der Rheinbrücke Leverkusen ist auch geplant, den Autobahnabschnitt der A 1 von der Leverkusener Rheinbrücke bis zum Kreuz Leverkusen, einschließlich des Kreuzes selbst, komplett neu zu gestalten. Im Januar 2020 sind 7 Varianten in der näheren Prüfung, die von rein oberirdischen Lösungen, über lange oder kurze Tunnellösungen sowie Kombinationen beider Varianten reichen. Für den Ausbau der A 1 und der A 3 in Leverkusen wurden die Voruntersuchungen im Oktober 2018 abgeschlossen. Die Unterlagen hierzu werden derzeit noch von der Straßenbauabteilung des Bundes geprüft. Ein konkretes Zeitfenster für den Fortgang des Verfahrens oder gar die Fertigstellung entsprechender Maßnahmen ist noch nicht benannt, allerdings beteuert die Autobahn GmbH, ein Baustart könne frühestens gegen Ende der 2020er Jahre erfolgen.

## Verkehrsaufkommen
2010 war das Autobahnkreuz Leverkusen nach dem Frankfurter Kreuz und dem Kreuz Köln-Ost der meistbefahrene Straßenknotenpunkt Deutschlands mit etwa 235.000 Fahrzeugen pro Tag. Der Abschnitt der A 3 zwischen dem Kreuz Leverkusen und dem Dreieck Heumar stellt mit durchschnittlich 160.000 Fahrzeugen am Tag den nach der A 100 im Stadtgebiet von Berlin am stärksten frequentierten Autobahnabschnitt Deutschlands dar.
| Von                | Nach                     | Durchschnittliche tägliche Verkehrsstärke |
| ------------------ | ------------------------ | --- |
| AS Burscheid (A 1) | AK Leverkusen            | 82.200 (Zählung 2010) [in der Zählung 2015 nicht extra aufgeführt. Zwischen AS Wermelskirchen <> AS Burscheid : 80.400 (Schwerlastanteil: 10,2 %)] |
| AK Leverkusen      | AK Leverkusen-West (A 1) | 101.600 (Zählung 2010) [in der Zählung 2015 nicht extra aufgeführt. Zwischen AK Leverkusen-West <> AS Niehl : 111.900 (Schwerlastanteil: 4,0)]     |
| AS Opladen (A 3)   | AK Leverkusen            | 128.300 (Schwerlastanteil: 9,4 %) |
| AK Leverkusen      | AS Leverkusen (A 3)      | 159.600 (Schwerlastanteil: 12,7 %) |

Von 2014 bis 2024 verschärfte sich die Verkehrslage am Kreuz Leverkusen nochmals drastisch, da aufgrund der Sperrung der Rheinbrücke Leverkusen für Fahrzeuge über 3,5 Tonnen der LKW-Verkehr auf der A 1 über den Ost- und den Südring Köln umgeleitet werden musste. Nach der Freigabe des ersten Teils der neuen Brücke entspannte sich die Verkehrslage wieder, da der Schwerlastverkehr auf der A 1 von Burscheid kommend nicht mehr die enge Rampe zur A 3 auf den östlichen Kölner Ring benutzen muss, um die Brücke zu umfahren.